# ST-@rt
ST-@rt - Festival autorskih sastava koji se održava u Splitu, Hrvatska. Organizira ga udruga Udruga za zaštitu glazbe STOP. Prijavljuju se autorski sastavi s područja Hrvatske i inozemstva. Sudionici za nastupanje ne plaćaju kotizaciju. Sastavi za prijavu moraju priložiti dvije skladbe u formatu mp3 (nije bitna kakvoća produkcije), sliku ili logotip te kratki životopis. Cilj mu je afirmirati auktorski rad neovisno o vrsti i obliku glazbenog izričaja, žanr i dob, promocija sastava, osobito s područja Dalmacije, posjetiteljima festivala kao i slušateljima i gledateljima radio i TV emisija medijskih pokrovitelja festivala. Nastup pojedinog benda traje 15-20 minuta, a bend unutar svog nastupa mora odsvirati minimalno 3 auktorske skladbe. O pobjednicima odlučuje stručni tročlani žiri. Ocjenjuje se tehnička izvedba, vizualni dojam, auktorski rad i ukupan dojam. Publika glasuje odabirom jednog od sastava koji nastupaju. Rezultati se boduju i pri izjednačenim bodovima prevagu donose bodovi sudaca.
Prvi se je održao 2010. godine. Broj festivalskih večeri i sudionika varirao je od godine do godine. Prvi festival imao je 12 večeri i 40 sudionika a pratilo ga je 4000 posjetitelja. Festival se poslije prilagođavao glazbenim sastavima ali i posjetiteljima. Prvih pet godina festival održavao se u klubu O'Hara, odvijao se kroz dvanaest večeri, od čega je bilo osam izlučnih, večer izvan konkurencije, dvije poluzavršne te završna večer. Festival jest osmišljen kao natjecanje, no cilj je druženje sudionika, publike, predstavljanje autorskog rada kao i jačanje demopozornice. Nagrade su: prva - snimanje maxi singla i snimanje video spota, druga - termini u prostoriji za vježbanje i snimanje Fregata 61; pobjednik 2017. dobio je nastup na Future shock stageu na EXIT festivalu.  U prve četiri godine prošlo je više od petnaest tisuća posjetitelja. Većinom su se za sviranje prijavljivali sastavi s područja Dalmacije. Od 2014. godine otvorio je vrata i sastavima iz ostatka Hrvatske ali i inozemstva. U prvih devet godina nastupilo je više od 250 sastava koje je predstavilo svoj auktorski rad. Mjesto održavanja bile su i druge lokacije. Osmo izdanje održalo se na tvrđavi Gripama. O pobjedniku Festivala odlučivali su publika i tročlani stručni žiri u sastavu: Dean Clea Brkić -  producent, glazbenik - Osmi putnik, Bijelo dugme tribute, Pandora… // predsjednik UZG STOP; Nikola Čelan, glazbenik - TBF, klapa Iskon, Libar // novinar - Rolling Stone Croatia… // A&R manager - Menart Records; Emir Hot, glazbenik - Southern Storm, Emir Hot, Crvena jabuka, Brkovi… // Guitar Hero UK 2005... Sudci su bili i Saša Antić (TBF), Davor Gavran (Dioniz). Jubilarni 10. festival bio je revijalnog karaktera i nastupili su najistaknutiji sastavi koji su svirali na proteklih 9 izdanja ST-@rta uz još par poznatih imena. 10. godine organizator bio je Ivan Špar, a festival se održao u klubu Judino drvo.

## Vanjske poveznice
- Službene stranice
- Facebook